# Kościół Świętej Trójcy w Rodatyczach
Kościół Świętej Trójcy w Rodatyczach – eklektyczna świątynia katolicka mieszcząca się w Rodatyczach, zbudowana w latach 1897–1898 wg projektu Alfreda Kamieniobrodzkiego. Obecnie obiekt jest w stanie ruiny.
Data założenia pierwotnej parafii rodatyckiej i wybudowania pierwszego kościoła nie jest znana, ale z pewnością miało to miejsce przed 1449. Kościół został spalony, a następnie odbudowany z drewna w 1689. Po rozbiorach właścicielem dóbr był rząd austriacki. W 1817 świątynię zamknięto i opieczętowano, a w tym samym czasie wzniesiono nowy drewniany kościół oraz dzwonnicę.
Z czasem kościół niszczał i stał się zbyt mały, aby pomieścić wszystkich wiernych. W 1895 na prośbę ówczesnego proboszcza ks. Antoniego Sylwestra, przełożona sióstr Opatrzności Antonina Mirska postanowiła ufundować murowany kościół oraz jego wyposażenie. Kościół był budowany w latach 1897–1898 według projektu lwowskiego architekta Alfreda Kamieniobrodzkiego. Mirska zakupiła organy u Jana Śliwińskiego. W latach 1903–1904 malowano wnętrza. Budynek został ukończony ok. 1905. W 1919 zamówiono nowe piszczałki u braci Rieger z Karniowa. W 1937 założono w kościele światło elektryczne. Parafia należała do dekanatu gródeckiego. W 1945 parafian przesiedlono do Piotrówki na Śląśku Opolskim, a kościół zamknięto. Do Piotrówki zabrano także część ruchomości z kościoła. Część, którą wywieziono do Ciepłowodów zaginęła.
W latach 1952–1956 w budynku tym mieściły się kolejno magazyn zboża i chemikaliów oraz klub kulturalny. Obecnie kościół jest opuszczony i coraz bardziej popada w ruinę. Brakuje dachów, są znaczne ubytki tynków i ścian. Malowidła ścienne zachowały się jedynie śladowo.
Kościół ma formę trójnawowej bazyliki z półkoliście zamkniętym prezbiterium (apsydą). Budowla reprezentuje eklektyzm – jest to styl neoromański z domieszkami neogotyckimi i nowożytnymi. We wnętrzu kościoła znajdują się sklepienia krzyżowe, a w apsydzie – sklepienie lunetowe. Od frontu do korpusu przylega wieża zbudowana na planie przybliżonego kwadratu, a po bokach wieży znajdują się dwie cylindryczne wieżyczki.